# Belloy-sur-Somme
Belloy-sur-Somme là một xã ở tỉnh Somme, vùng Hauts-de-France, Pháp.

## Địa lý
Thị trấn này tọa lạc bên bờ sông Somme và bên tuyến đường N235, khoảng 10 dặm Anh về phía tây bắc của Amiens.

## Dân số
| 1962                                                         | 1968 | 1975 | 1982 | 1990 | 1999 |
| ------------------------------------------------------------ | ---- | ---- | ---- | ---- | ---- |
| 529                                                          | 547  | 570  | 620  | 733  | 788  |
| Số liệu điều tra dân số từ năm 1962, dân số không tính trùng |      |      |      |      |      |